# Stenochironomus atlanticus
Stenochironomus atlanticus är en tvåvingeart som beskrevs av Pinho och Mendes 2005. Stenochironomus atlanticus ingår i släktet Stenochironomus och familjen fjädermyggor. Inga underarter finns listade i Catalogue of Life.